# جوزيف باين (لاعب كرة قدم)
جوزيف ويليام باين (بالإنجليزية: Joseph William Payne)‏ (مواليد 2 أبريل 1999) هو لاعب كرة قدم إنجليزي يلعب في نادي تشيشونت.